# بازگشت سه برادر
بازگشت سه برادر (به فرانسوی: Les Trois Frères, le retour) (به انگلیسی: The Three Brothers are back) یک فیلم فرانسوی محصول سال ۲۰۱۴ به نویسندگی، کارگردانی و بازی دیدیه بوردون و همچنین بازی برنار کامپان، پاسکال لژیتیموس، سوفیا لسافر و فاطمه عدووم است. این فیلم دنباله‌ای بر فیلم پرفروش سه برادر (فیلم ۱۹۹۵) است.